# Marcel Paternot
Marcel Paternot, né le 28 janvier 1912 à Mirabeau et mort le 28 août 1993 à Aix-en-Provence, est un homme politique français.

## Biographie
Il est député du département d'Alger à l'Assemblée nationale du 17 juin 1951 au 1er décembre 1955.